# Pärlreseda
Pärlreseda (Oligomeris linifolia) är en resedaväxtart som först beskrevs av Vahl och Jens Wilken Hornemann, och fick sitt nu gällande namn av Macbr. Pärlreseda ingår i släktet pärlresedor, och familjen resedaväxter. Arten förekommer tillfälligt i Sverige, men reproducerar sig inte. Inga underarter finns listade i Catalogue of Life.

## Bildgalleri

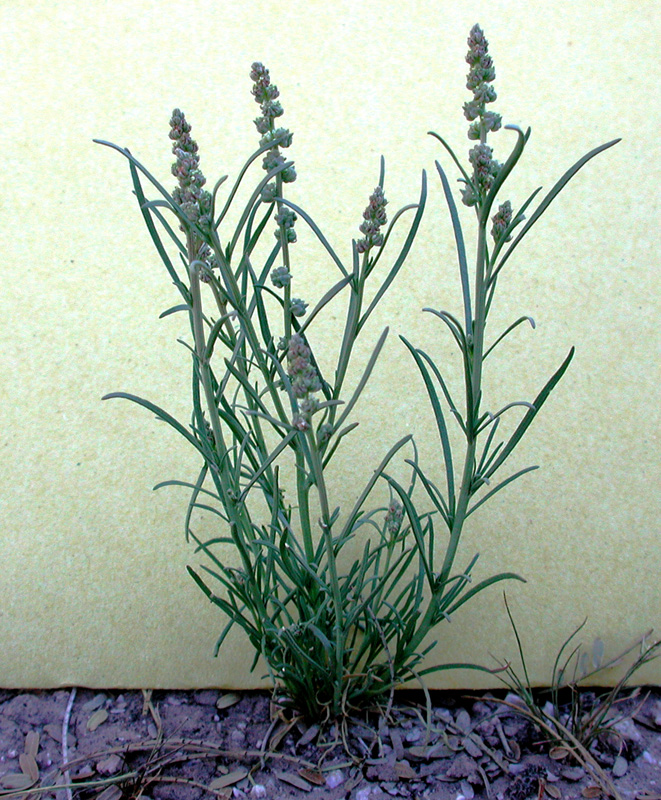
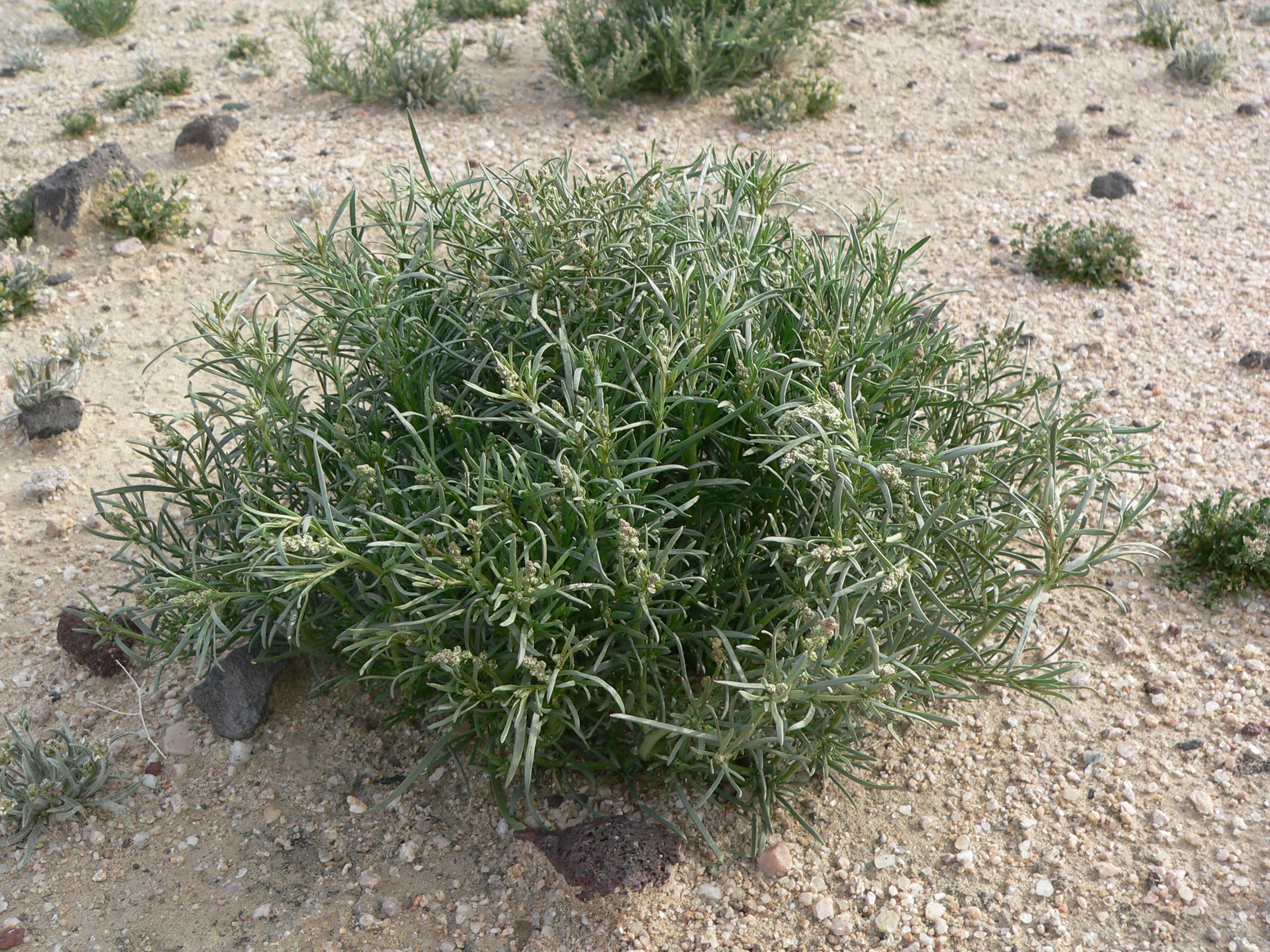
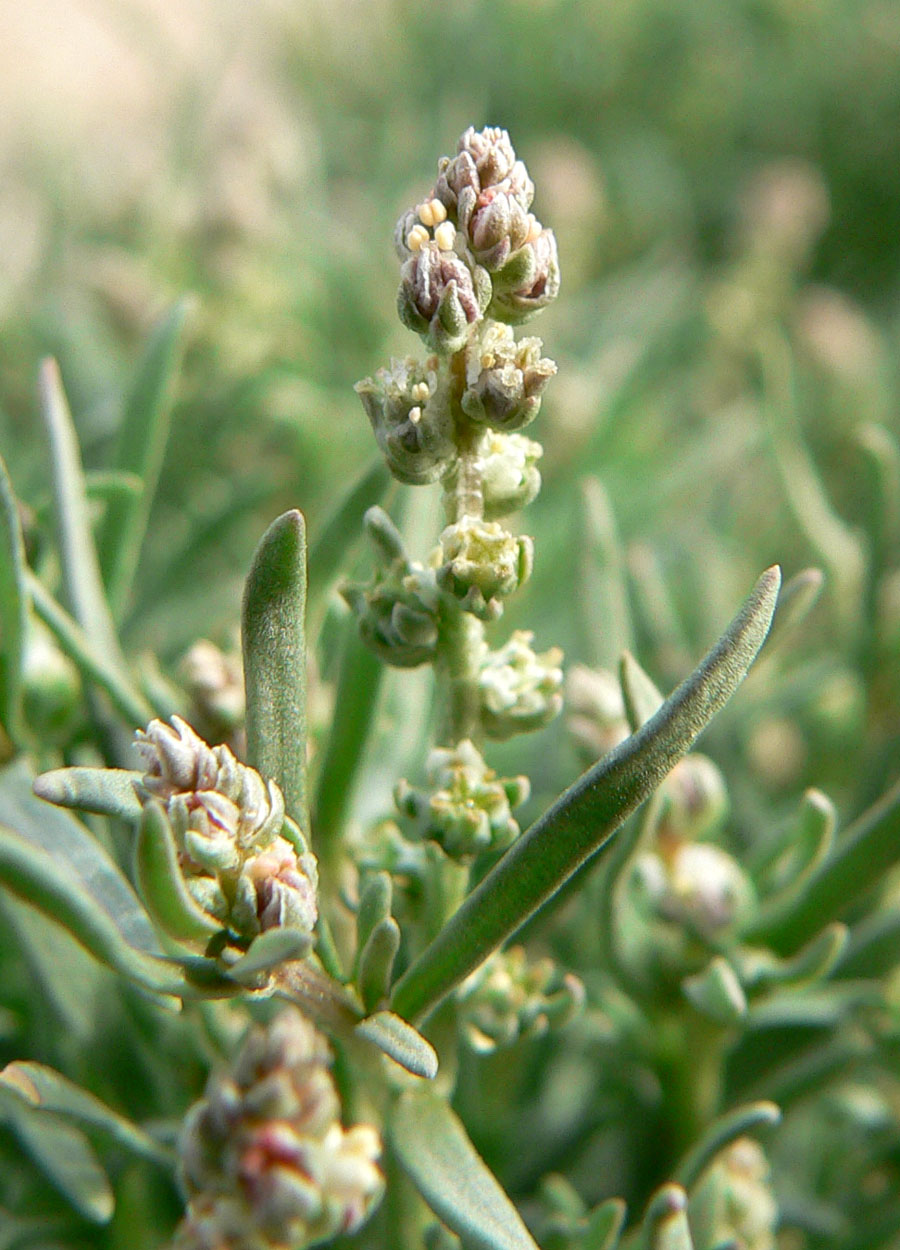
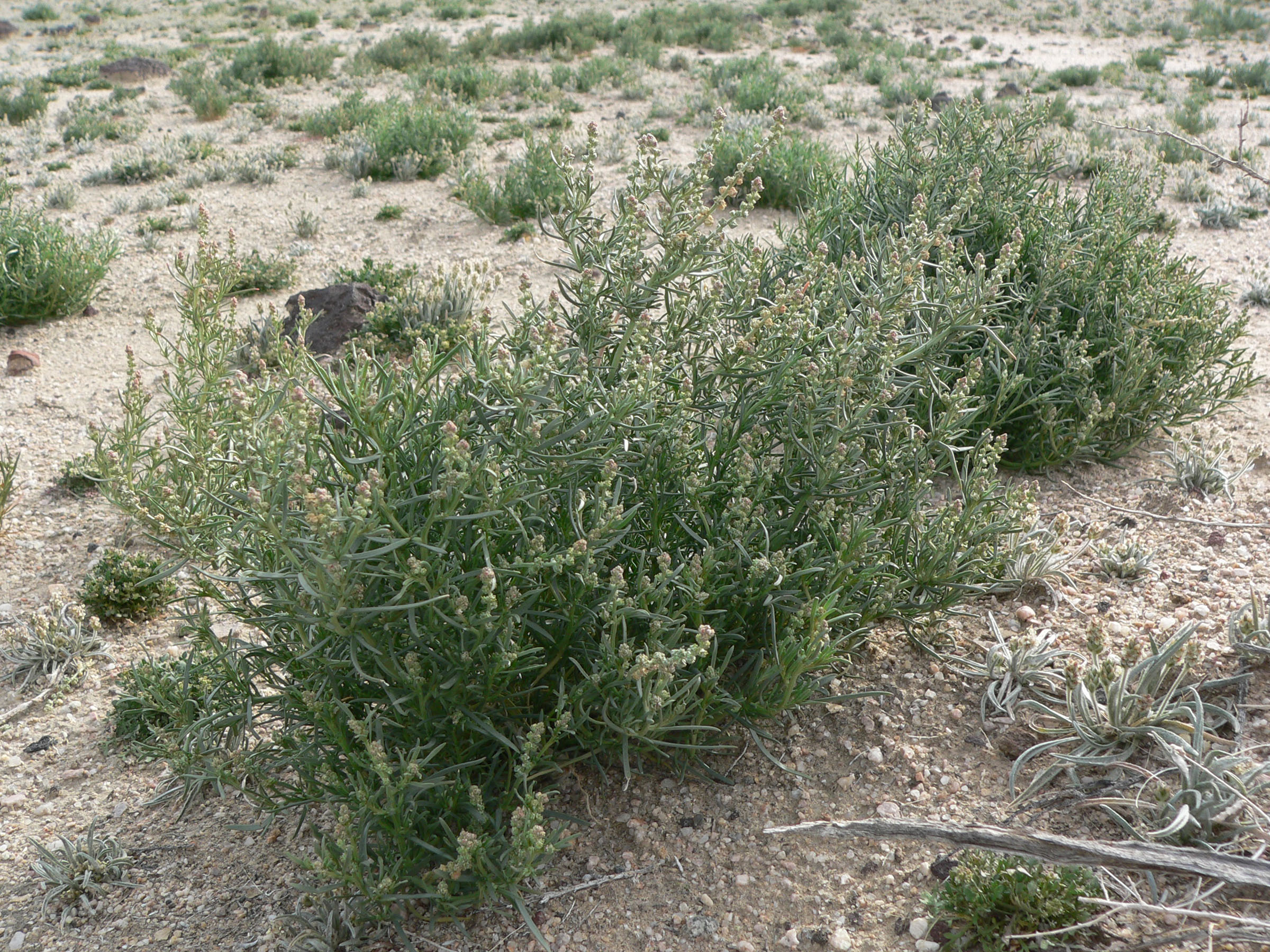
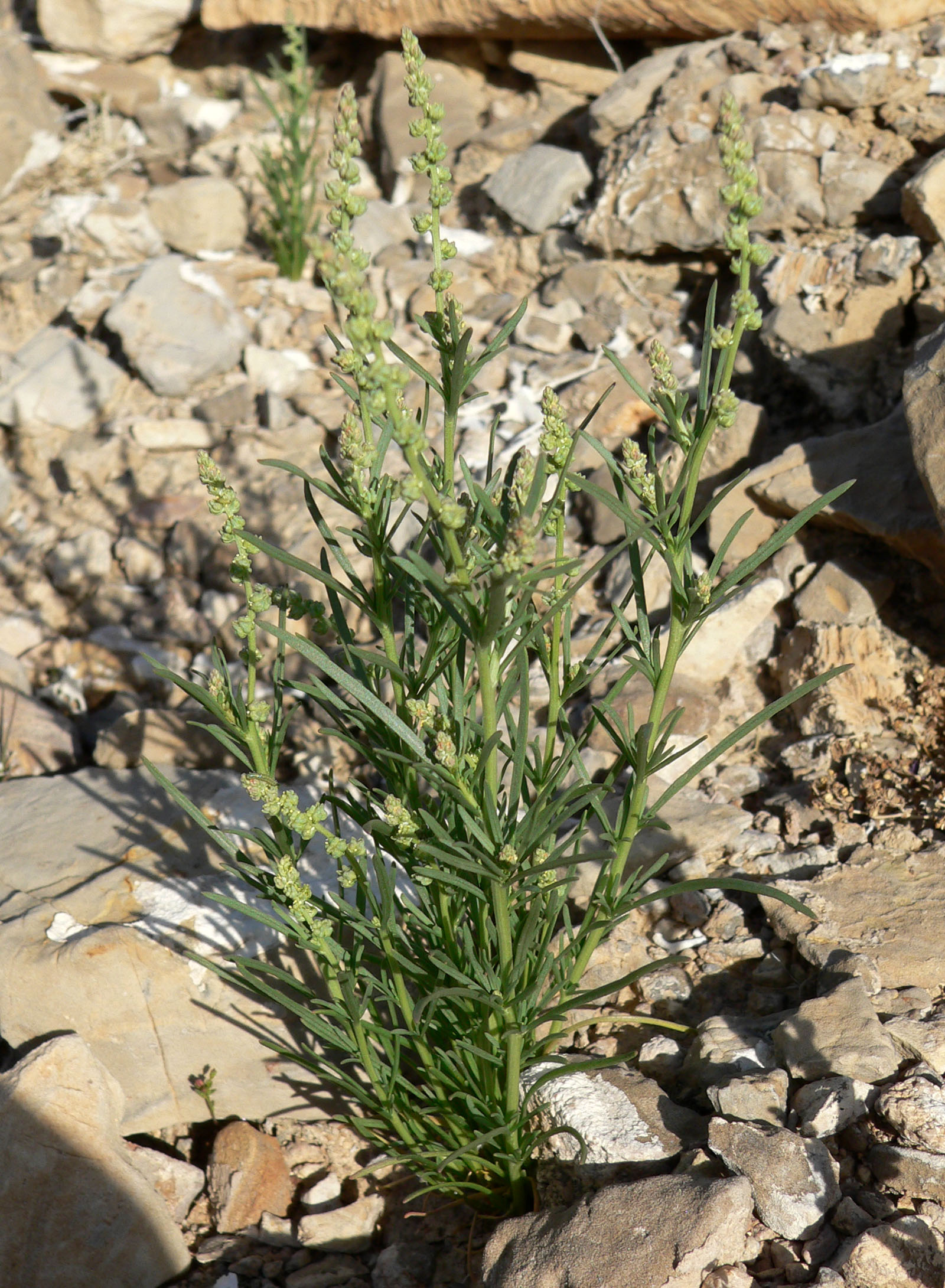